# Jaleel White
Pour l’article homonyme, voir White.
Jaleel White, né le 27 novembre 1976 à Pasadena en Californie, est un acteur et scénariste américain. Il est notamment célèbre pour avoir tenu le rôle de Steve Urkel dans la série américaine La Vie de famille. Il s'est également fait remarquer en doublant le personnage de Sonic dans plusieurs séries animées telles que : Les Aventures de Sonic (1993), Les Aventures de Sonic, série 2 (1993), Sonic le rebelle (1999) ou encore La Bande à Picsou (2020).
Au cinéma, il s'est illustré dans Excalibur, l'épée magique (1998), Méchant Menteur (2002), Dreamgirls (2006), Le 15h17 pour Paris (2018) et Le Haut du panier (2022).

## Biographie
Jaleel Ahmad White est né à Pasadena en Californie. Il est le fils de Michael White, un dentiste, et de Gail, une gestionnaire.

## Carrière

### Débuts
Jaleel White commença sa carrière dans la publicité télévisée à l'âge de 3 ans, après que son institutrice maternelle a persuadé ses parents de lui faire passer des auditions. Son premier rôle à la télévision fut en tant que fils de Flip Wilson et Gladys Knight dans la série produite par CBS "Charlie and Company". Il fit ensuite une apparition dans une autre comédie de CBS, The Jeffersons. Il participa au pilote de Bonjour, miss Bliss en 1987. En 1990, il a tenu un rôle dans le téléfilm Camp Cucamonga en compagnie de Chad Allen, Candace Cameron, Danica McKellar, Josh Saviano, Breckin Meyer et Jennifer Aniston.

### La Vie de famille
À l'âge de 12 ans, White endosse le rôle qui va le faire connaître, Steve Urkel, dans la série La Vie de famille. Le personnage ne devait être que temporaire mais il devint si populaire que White le joua à plein temps. Il tint également le rôle de plusieurs membres de la famille Urkel, comme son alter ego Stefan Urquelle et Myrtle Urkel. Le personnage fut si populaire qu'on lança des produits dérivés : des céréales de petit-déjeuner (Urkel-Os) et une poupée. White écrivit également le scénario de plusieurs épisodes.

### AprèsLa Vie de famille
À l'arrêt de la série en 1998, White avait fini par se lasser du rôle. En raison de la popularité du personnage, White fut cependant attaché très étroitement au personnage d'Urkel et il devint difficile d'obtenir d'autres rôles.
En 1999 il rejoint la sitcom Grown ups. La série tourne autour de White, qui joue un jeune homme à l'aube de sa vie d'adulte. Il a également coproduit et scénarisé des épisodes. White est "J", un jeune universitaire qui lutte pour définir son rôle en tant qu'adulte. Le pilote fait appel à un autre enfant acteur, Soleil Moon Frye, célèbre pour son rôle de Punky Brewster. La série n'a pas retenu l'audience escomptée et a été annulée après une saison. White s'investit également dans du travail de doublage pour plusieurs projets d'animation, comme le film Excalibur, l'épée magique en 1998. En 1999 il fut la voix de Martin Luther King dans Notre ami, Martin et des adaptations américaines de Sonic en dessin animé.
En 2001, White fut diplômé en cinéma et télévision de l'Université de Californie à Los Angeles. Il obtint des petits rôles dans Méchant Menteur et Dreamgirls. Il tint le rôle principal de Qui a fait la Salade de pommes de terre ? en 2006. En 2007, il est guest-star dans la série The Game et tient le rôle d'un diplômé en droit qui postule chez Crane, Poole et Schmidt dans la série Boston Justice.
En juin 2009, il entame la websérie Road to the altar dans laquelle il joue Simon, homme noir dans la trentaine qui doit épouser une jeune femme juive. En septembre 2009, il est guest-star sur la série Psych : Enquêteur malgré lui en tant qu'ancien ami d'université de Gus. En juin 2010, il joue dans la websérie Fake It Till You Make It dont il est également scénariste et producteur. 
En juin 2006, une rumeur se répandit sur internet faisant état du suicide (overdose) de White.
En 2012, il intègre le casting de la 14e saison de l'émission Dancing with the Stars.

## Filmographie

### Acteur

#### Télévision
- 1984 : Silence of the Heart : Hanry
- 1985 : Kids Don't Tell : Christofer
- 1985 : Charlie & Co. : Robert Richmond
- 1986 : The Leftovers : Jake
- 1988 : Cadets : Cadet Nicholls
- 1989 : La Vie de famille (Family Matters) : Steve Urkel
- 1990 : ABC TGIF : Urkel
- 1990 : Camp Cucamonga : Dennis Brooks
- 1990 : Notre belle famille : Steve Urkel (saison 1 épisode 2)
- 1991 : La Fête à la maison : Steve Urkel (saison 4 épisode 16)
- 1993 : Les Aventures de Sonic : Sonic the Hedgehog (voix)
- 1993 : Les Aventures de Sonic, série 2 : Sonic (voix)
- 1995 : Le Prince de Bel-Air : Derek (saison 6 épisode 7)
- 1996 : Sonic Christmas Blast! : Sonic the Hedgehog
- 1999 : Sonic le rebelle (Sonic Underground) : Sonic / Manic / Sonia (voix)
- 1999 : Grown Ups (en) : J. Calvin Frazier
- 2006 : Dreamgirls : un manager
- 2006 : Half and Half : Hershel (saison 4 épisode 7)
- 2009 : Psych : Enquêteur malgré lui : Tony  (saison 4 épisode 7 et saison 6 épisode 13)
- 2011 : Dr House : Porter (saison 8 épisode 1)
- 2011 : NCIS : Enquêtes spéciales : Martin Thomas  (saison 9 épisode 13)
- 2013 : Drop Dead Diva : présentateur télé (saison 5 épisode 12)
- 2013 : Accusée par erreur (The Wrong Woman) : Détective Hamer
- 2014 : L'arnaque de Noël (téléfilm) : Paul Greenberg
- 2014 : Les Experts : Kenny Greene (saison 14 épisode 12)
- 2015 : Hawaii 5-0 : Nolan Fremont (saison 5 épisode 22)
- 2015 : Castle : Mickey Franks (saison 7 épisode 22)
- 2017 : Me, Myself and I : Darryl
- 2019 : Raven : Chris Prinleyk (épisode 9 saison 3)
- 2020 - En cours : The Big Show Show : Terry
- 2020 - 2021 : La Bande à Picsou : Johnny le Génie (voix)
- 2023 : The Afterparty : lui-même (saison 2, épisode 10)
- 2024 : Skeleton Crew : Gunter

#### Cinéma
- 1998 : Excalibur, l'épée magique (Quest for Camelot) : Bladebeak (voix)
- 1999 : Our Friend, Martin (en) (vidéo) : Martin à 15 ans (voix)
- 2002 : Méchant Menteur (Big fat Liar) : lui-même (Jaleel)
- 2005 : Who Made the Potatoe Salad? : Michael
- 2006 : Easier, Softer Way : Tenant #2
- 2006 : Dreamgirls : Le Loueur d'artistes
- 2008 : Kissing Cousins : Antwone
- 2009 : Green Flash : Jason Bootie
- 2010 : Mega Shark vs. Crocosaurus : Lieutenant Terry McKormick
- 2011 : Judy Moody and the Not Bummer Summer : instituteur Mr. Todd
- 2018 : Le 15h17 pour Paris (The 15:17 to Paris) de Clint Eastwood : Garrett Walden
- 2022 : Le Haut du panier (Hustle) de Jeremiah Zagar : Blake

#### Clips
- 2011 : Cee-Lo Green - Cry Baby
- 2013 : DJ Lubel - The women of LA
- 2014 : Mark Ronson feat. Bruno Mars - Uptown Funk

#### Télé-réalité
- 2012 : Dancing with the Stars, saison 14